# エニウエア・バット・ホーム
エニウエア・バット・ホーム（Anywhere But Home）はエヴァネッセンスが2003年に発表したライブ・アルバム。CDとDVDで発売された。CDには未発表音源「ミッシング Missing」をボーナス・トラックとして収録。DVDは『フォールン』からビデオを4曲、さらにツアーの裏側も収録された。
日本盤はCDとして流通。DVDには隠し映像が含まれているが、日本盤の解説にその方法が記載されている。

## 収録曲
1. ホーンテッド - Haunted – 4:04
2. ゴーイング・アンダー - Going Under – 3:57
3. テイキング・オーヴァー・ミー - Taking over Me – 3:57
4. エヴリバディーズ・フール - Everybody's Fool – 3:40
5. ソートレス - Thoughtless – 4:37
6. マイ・ラスト・ブレス - My Last Breath – 3:53
7. ファーザー・アウェイ - Farther Away – 5:02
8. ブリーズ・ノー・モア - Breathe No More – 3:33
9. マイ・イモータル - My Immortal – 4:38
10. ブリング・ミー・トゥ・ライフ - Bring Me to Life – 4:43
11. ターニケット - Tourniquet – 4:17
12. イマジナリー - Imaginary – 5:25
13. ウィスパー - Whisper – 5:45
14. ミッシング - Missing – 4:16

## 参加ミュージシャン
- Amy Lee - Vocals, Piano, Programming
- Terry Balsamo - Guitar
- John LeCompt - Guitar, Programming
- Will Boyd - Bass
- Rocky Gray - ドラムス